# ضريبة مفردة
تُعتبر الضريبة المفردة (بالإنكليزية: Single tax) نظاماً ضريبياً مبنياً بشكل رئيسي أو حصري على ضريبة واحدة، مُختارة عادةً لخصائصها الفريدة، وغالباً ما تكون على قيمة الأرض، ويعود اقتراح فكرة فرض ضريبة مفردة على قيم الأرض لكل من جون لوك وباروخ سبينوزا بشكل مستقل في القرن السابع عشر، بعد ذلك صاغ هذين الفيزيوقراطيَين الفرنسيين المصطلح (impôt unique)؛ أي الضريبة الفريدة، نظراً للخواص الفريدة للأرض والإيجار.
كما اقترح كل من بيير بواجيلبير وسيباستيان فوبان الضريبة المفردة، ولكنهما رفضا على عكس الفيزيوقراطيين المذكورين الادعاء بأن الأرض تمتلك خصائص اقتصادية معينة تجعلها ملائمة بشكل فريد للخضوع للضرائب، فاقترحا ضريبة ثابتة على جميع الإيرادات عوضاً عن ذلك.
ظهرت في أواخر القرن التاسع عشر وبدايات القرن العشرين حركة شعبوية داعمة للضريبة المفردة، سعت أيضاً لجباية ضريبة مفردة على القيمة الإيجارية للأرض والموارد الطبيعية، وسُمّيت هذه الحركة بعد ذلك بالجورجية، ومثّلت اقتراحاً لنظام ضرائب أبسط وأكثر إنصافاً يدعم الحقوق الطبيعية، وتستند إيراداته بشكل حصري إلى إيجارات الأرض والموارد الطبيعية، دون أية ضرائب إضافية على تحسينات فيها كالأبنية.
ويؤيد بعض الليبرتاريون قبض قيمة الأراضي كوسيلة أخلاقية وغير تحريفية متسقة لتمويل العمليات الأساسية للحكومة، مع توزيع الإيجار الفائض كنوع من الراتب الأساسي المكفول، والمسمى تقليدياً بحصة أرباح المواطن، لتعويض أعضاء المجتمع الذين حُرموا تحت مسمى القانون من حصة متساوية من قيمة الأرض المكانية والإمكانية المتساوية للوصول إلى الفرص الطبيعية. (اقرأ الجيولبرتارية)
ومن ثم اشتُقّت ضرائب أخرى ذات صلة من ضريبة قيمة الأرض من حيث المبدأ، مثل ضريبة بيغو (أو الضريبة البيغوفية) التي تهدف لتضمين التكاليف (العوامل) الخارجية للتلوث بشكل أكثر فعالية من الدعوى، بالإضافة إلى ضرائب القطع المفروضة على استخلاص المواد الخام لتنظيم استنزاف الموارد الطبيعية الناضبة غير القابلة للتجديد، ومنع حدوث ضرر لا يمكن إصلاحه للنظم البيئية القيّمة من خلال ممارسات غير مستدامة كالإفراط في صيد السمك، كما ينطبق فرض ضرائب قيم الأراضي عموماً على الطيف الكهرومغناطيسي أيضاً.
طُرحت مقترحات أخرى لإحداث ضريبة مفردة لكل من الملكية، والبضائع والدخل، وقد اقتُرحت ضريبة منفردة مؤخراً بناءً على نماذج الإيرادات، مثل اقتراح الضريبة العادلة على الاستهلاك، والعديد من اقتراحات الضريبة الثابتة على الدخل الشخصي.